# Scheldeprijs 2024
La 112.ª edición de la clásica ciclista Scheldeprijs fue una carrera en Bélgica que se celebró el 3 de abril de 2024 con inicio en la ciudad de Terneuzen y final en la ciudad de Schoten sobre un recorrido de 205,3 kilómetros.
La carrera formó parte del UCI ProSeries 2024, calendario ciclístico mundial de segunda división, dentro de la categoría UCI 1.Pro. El vencedor fue el belga Tim Merlier del Soudal Quick-Step, quien estuvo acompañado en el podio por el también belga Jasper Philipsen del Alpecin-Deceuninck y el neerlandés Dylan Groenewegen del Jayco AlUla, segundo y tercero clasificado respectivamente.

## Equipos participantes
Tomaron parte en la carrera 22 equipos: 11 de categoría UCI WorldTeam invitados por la organización, 9 de categoría UCI ProTeam y 2 de categoría Continental. Formaron así un pelotón de 150 ciclistas de los que acabaron 137. Los equipos participantes fueron:
| WorldTeams (11)- Alpecin-Deceuninck - Arkéa-B&B Hotels - Astana Qazaqstan Team - Bora-Hansgrohe - Cofidis - Intermarché-Wanty - Lidl-Trek - Soudal Quick-Step - Team dsm-firmenich PostNL - Team Jayco AlUla - UAE Team Emirates ProTeams (9)- Bingoal WB - Israel-Premier Tech - Lotto Dstny - Q36.5 Pro Cycling Team - TDT-Unibet - Team Flanders-Baloise - TotalEnergies - Tudor Pro Cycling Team - Uno-X Mobility Equipos continentales (2)- BEAT Cycling - Tarteletto-Isorex |
| |

## Clasificación final
- La clasificación finalizó de la siguiente forma:[4]

| \| Clasificación general \| Clasificación general \| Clasificación general \| Clasificación general \| Clasificación general \| \| Ciclista \| Ciclista \| Equipo \| Tiempo \| \| \| --------------------- \| --------------------- \| ---------------------- \| --------------------- \| --------------------- \| \| 1.º \| Tim Merlier \| Soudal Quick-Step \| 4 h 17 min 04 s \| \| \| 2.º \| Jasper Philipsen \| Alpecin-Deceuninck \| + 0 s \| \| \| 3.º \| Dylan Groenewegen \| Team Jayco AlUla \| + 0 s \| \| \| 4.º \| Cees Bol \| Astana Qazaqstan Team \| + 0 s \| \| \| 5.º \| Hugo Hofstetter \| Israel-Premier Tech \| + 0 s \| \| \| 6.º \| Søren Wærenskjold \| Uno-X Mobility \| + 0 s \| \| \| 7.º \| Samuel Welsford \| Bora-Hansgrohe \| + 0 s \| \| \| 8.º \| Matteo Moschetti \| Q36.5 Pro Cycling Team \| + 0 s \| \| \| 9.º \| Madis Mihkels \| Intermarché-Wanty \| + 0 s \| \| \| 10.º \| Matteo Trentin \| Tudor Pro Cycling Team \| + 0 s \| \| |                   |                        |                 |
| |                   |                        |                 |
| Fuente: ProCyclingStats |                   |                        |                 |
| Clasificación general |                   |                        |                 |
| Ciclista | Ciclista          | Equipo                 | Tiempo          |
| 1.º | Tim Merlier       | Soudal Quick-Step      | 4 h 17 min 04 s |
| 2.º | Jasper Philipsen  | Alpecin-Deceuninck     | + 0 s           |
| 3.º | Dylan Groenewegen | Team Jayco AlUla       | + 0 s           |
| 4.º | Cees Bol          | Astana Qazaqstan Team  | + 0 s           |
| 5.º | Hugo Hofstetter   | Israel-Premier Tech    | + 0 s           |
| 6.º | Søren Wærenskjold | Uno-X Mobility         | + 0 s           |
| 7.º | Samuel Welsford   | Bora-Hansgrohe         | + 0 s           |
| 8.º | Matteo Moschetti  | Q36.5 Pro Cycling Team | + 0 s           |
| 9.º | Madis Mihkels     | Intermarché-Wanty      | + 0 s           |
| 10.º | Matteo Trentin    | Tudor Pro Cycling Team | + 0 s           |

## Ciclistas participantes y posiciones finales
Convenciones:
- AB-N: Abandono en la etapa "N"
- FLT-N: Retiro por llegada fuera del límite de tiempo en la etapa "N"
- NTS-N: No tomó la salida para la etapa "N"
- DES-N: Descalificado o expulsado en la etapa "N"

## UCI World Ranking
La Scheldeprijs Induráin otorgó puntos para el UCI World Ranking para corredores de los equipos en las categorías UCI WorldTeam, UCI ProTeam y Continental. Las siguientes tablas son el baremo de puntuación y los diez corredores que obtuvieron más puntos:
| Posición              | 1.º | 2.º | 3.º | 4.º | 5.º | 6.º | 7.º | 8.º | 9.º | 10.º | 11.º | 12.º | 13.º | 14.º | 15.º | 16.º-30.º | 31.º-40.º |
| Clasificación general | 200 | 150 | 125 | 100 | 85  | 70  | 60  | 50  | 40  | 35   | 30   | 25   | 20   | 15   | 10   | 5         | 3         |

| Clasificación |                   |                     |         |
| Posición      | Ciclista          | Equipo              | General |
| ------------- | ----------------- | ------------------- | ------- |
| 1.º           | Tim Merlier       | Soudal Quick-Step   | 200     |
| 2.º           | Jasper Philipsen  | Alpecin-Deceuninck  | 150     |
| 3.º           | Dylan Groenewegen | Jayco AlUla         | 125     |
| 4.º           | Cees Bol          | Astana Qazaqstan    | 100     |
| 5.º           | Hugo Hofstetter   | Israel-Premier Tech | 85      |
| 6.º           | Søren Wærenskjold | Uno-X Mobility      | 70      |
| 7.º           | Sam Welsford      | Bora-Hansgrohe      | 60      |
| 8.º           | Matteo Moschetti  | Q36.5               | 50      |
| 9.º           | Madis Mihkels     | Intermarché-Wanty   | 40      |
| 10.º          | Matteo Trentin    | Tudor               | 35      |